# Primera fila: La Oreja de Van Gogh
Primera fila: La Oreja de Van Gogh es el tercer álbum en vivo y el quinto DVD de la agrupación musical española La Oreja de Van Gogh. Fue lanzado a la venta en simultáneo en España y América el 28 de octubre de 2013 en descarga digital y el 29 de octubre de 2013 en forma física. Fue grabado el 25 de julio de 2013 en los estudios Churubusco, México.

## Antecedentes
La Oreja de Van Gogh grabó Primera fila como parte de la serie de conciertos promovidos por el sello Sony Music titulados Primera fila, que tiene como concepto grabar actuaciones en vivo de artistas latinoamericanos ante una pequeña audiencia en un ambiente íntimo, similar a los MTV Unplugged. El álbum incluyó cuatro canciones inéditas, María (con Natalia Lafourcade), Una y otra vez, El primer día del resto de mi vida y Cuando dices adiós.
Sobre los temas de Primera fila: La Oreja de Van Gogh y su elección, Leire comentó: «Nosotros como grupo estábamos muy acostumbrados a hacer cada uno de nuestros discos de forma muy parecida y este 'Primera fila' ha sido un cambió enorme. Las canciones inéditas se han ideado en San Sebastián como otras canciones de otros discos, pero el proceso ha sido totalmente diferente». Fue grabado en México y producido por la banda junto al productor mexicano Áureo Baqueiro. La Oreja de Van Gogh se convirtió en el séptimo artista en grabar en este formato, después de Vicente Fernández, Thalía, Franco De Vita y Fey. El disco es el tercer álbum en vivo de la agrupación española, después de La Oreja de Van Gogh en directo, gira 2003 (2004) y Cometas por el cielo - En directo desde América (2012).

## Promoción

### Sencillos
El primer sencillo del álbum «El primer día del resto de mi vida» fue lanzado a la venta a través de descarga digital el 2 de septiembre de 2013. El 9 de septiembre de 2013 fue lanzado en las radios de España y toda América. El sencillo fue certificado como disco de oro por la Asociación Mexicana de Productores de Fonogramas y Videogramas (AMPROFON), por la venta de 30 000 copias.

### Álbum
El disco entró directamente al #6 en la lista de álbumes más vendidos de España en su primera semana de lanzamiento y se mantuvo en lista durante 21 semanas. Aunque donde más repercusión tuvo fue en Latinoamérica, logrando certificaciones en México, Argentina y Venezuela, entre otros países. Actualmente el álbum ha vendido cerca de 200 000 copias en todo el mundo y dos de sus videoclips han logrado más de 200 millones de visualizaciones en YouTube, «El primer día del resto de mi vida» y «Deseos de cosas imposibles» junto a Abel Pintos. En esta ocasión, al tratarse de un álbum más enfocado para el mercado americano, el grupo estuvo dos años enteros de gira por toda Latinoamérica y parte de EE. UU., siendo contados los conciertos de presentación en España.

## Lista de canciones
- Edición estándar[1]

| Primera fila: La Oreja de Van Gogh |                                                |                                  |          |  |
| N.º                                | Título                                         | Escritor(es)                     | Duración |  |
| 1.                                 | «María» (con Natalia Lafourcade)               | Pablo Benegas                    | 4:01     |  |
| 2.                                 | «Rosas»                                        | Xabi San Martín                  | 4:45     |  |
| 3.                                 | «Muñeca de trapo»                              | Pablo Benegas                    | 4:14     |  |
| 4.                                 | «Mi vida sin ti» (con Samo)                    | Pablo Benegas                    | 4:07     |  |
| 5.                                 | «Perdida»                                      | Pablo Benegas                    | 4:37     |  |
| 6.                                 | «El último vals»                               | Pablo Benegas                    | 3:33     |  |
| 7.                                 | «Jueves»                                       | Xabi San Martín.                 | 5:01     |  |
| 8.                                 | «Deseos de cosas imposibles» (con Abel Pintos) | Xabi San Martín.                 | 3:57     |  |
| 9.                                 | «Una y otra vez»                               | Pablo Benegas y Xabi San Martín. | 3:32     |  |
| 10.                                | «París»                                        | Pablo Benegas                    | 4:41     |  |
| 11.                                | «El primer día del resto de mi vida»           | Pablo Benegas y Xabi San Martín. | 4:22     |  |
| 12.                                | «La playa» (con Leonel García)                 | Xabi San Martín.                 | 4:36     |  |
| 13.                                | «La niña que llora en tus fiestas»             | Pablo Benegas                    | 2:57     |  |
| 14.                                | «Cuando dices adiós»                           | Pablo Benegas y Xabi San Martín. | 4:03     |  |
| 15.                                | «Cometas por el cielo»                         | Pablo Benegas                    | 4:16     |  |

## Posicionamiento

### Semanales
| País           | Certificador | Lista                        | Mejor posición |
| 2013           | 2013         | 2013                         | 2013           |
| -------------- | ------------ | ---------------------------- | -------------- |
| México         | AMPROFON     | Mexican Top 20 Albums Charts | 3              |
| España         | PROMUSICAE   | Lista Ventas Álbumes         | 6              |
| Estados Unidos | Billboard    | Latin Pop Albums             | 20             |

### Certificaciones
| Territorio | Organismo certificador | Certificación | Ventas certificadas | Simbolización | Ref.   |
| ---------- | ---------------------- | ------------- | ------------------- | ------------- | ------ |
| México     | AMPROFON               | Platino+Oro   | +90 000             | –             | [ 21 ] |
| Venezuela  | AVINPRO                | Oro           | +5 000              | ●             | [ 22 ] |
| Argentina  | CAPIF                  | Platino       | +20 000             | ●             | [ 23 ] |